# Felix von Stubenberg
Graf Felix von Stubenberg (* 13. Oktober 1748 in Graz, Heiliges Römisches Reich; † 18. Juni 1828 in Eichstätt, Königreich Bayern, Deutscher Bund) war ein römisch-katholischer Geistlicher.

## Leben
Felix, Graf von Stubenberg, wurde 1748 geboren. Am 14. März 1772 wurde er zum Diakon und am 13. Juni 1772 zum Priester für das Erzbistum Salzburg geweiht. Am 11. Dezember 1780 wurde er zum Titularbischof von Tanagra und Weihbischof in Eichstätt ernannt. Am 25. Februar 1781 weihte Johann Nepomuk August Ungelter von Deissenhausen, Weihbischof in Augsburg, ihn in Augsburg zum Bischof. Bei der Bischofsweihe assistierten die Augustinerpaters Joseph Maria Schmidt und Ludwik Zöschinger.
Er weihte die drei Eichstätter Bischöfe Johann Anton III. von Zehmen, Joseph von Stubenberg und Johann Friedrich Oesterreicher.